# UCI Coupe des Nations U23 2018
L'UCI Coupe des Nations U23 2018 est la douzième édition de l'UCI Coupe des Nations U23. Elle est réservée aux cyclistes de sélection nationales de moins de 23 ans. Elle est organisée par l'Union cycliste internationale et fait partie du calendrier des circuits continentaux. 
Six épreuves sont au programme, auxquelles il faut ajouter les championnats continentaux.

## Résultats

### Épreuves
| Date                 | Épreuve                                           | Pays      | Vainqueur        | Deuxième             | Troisième             | Leader (nations) |
| -------------------- | ------------------------------------------------- | --------- | ---------------- | -------------------- | --------------------- | ---------------- |
| 31 janvier-4 février | Tour de l'Espoir Blue Line                        | Cameroun  | Joseph Areruya   | El Mehdi Chokri      | Mohcine El Kouraji    | Rwanda           |
| 8 février            | Championnat d'Asie du contre-la-montre espoirs    | Birmanie  | Shi Hang         | Fung Ka Hoo          | Shoi Matsuda          | Rwanda           |
| 10 février           | Championnat d'Asie sur route espoirs              | Birmanie  | Masaki Yamamoto  | Mohammad Ganjkhanlou | Jambaljamts Sainbayar | Rwanda           |
| 23 mars              | Championnat d'Océanie du contre-la-montre espoirs | Australie | Jake Marryatt    | Liam Magennis        | Jason Lea             | Rwanda           |
| 25 mars              | Gand-Wevelgem espoirs                             | Belgique  | Žiga Jerman      | Jake Stewart         | Mathieu Burgaudeau    | Rwanda           |
| 7 avril              | Tour des Flandres espoirs                         | Belgique  | James Whelan     | Max Kanter           | Robert Stannard       | Rwanda           |
| 14 avril             | ZLM Tour                                          | Pays-Bas  | Matteo Moschetti | Sasha Weemaes        | Max Kanter            | Allemagne        |
| 31 mai-3 juin        | Grand Prix Priessnitz spa                         | Tchéquie  | Tadej Pogačar    | Samuele Battistella  | Marc Hirschi          | Slovénie         |
| 13 juillet           | Championnat d'Europe du contre-la-montre espoirs  | Tchéquie  | Edoardo Affini   | Izidor Penko         | Markus Wildauer       | Slovénie         |
| 15 juillet           | Championnat d'Europe sur route espoirs            | Tchéquie  | Marc Hirschi     | Victor Lafay         | Fernando Barceló      | Slovénie         |
| 17-26 août           | Tour de l'Avenir                                  | France    | Tadej Pogačar    | Thymen Arensman      | Gino Mäder            | Slovénie         |

### Classement par nations
| #  | Pays            | Pts. |
| -- | --------------- | ---- |
| 1  | Slovénie        | 105  |
| 2  | France          | 84   |
| 3  | Italie          | 76   |
| 4  | Suisse          | 76   |
| 5  | Allemagne       | 52   |
| 6  | Danemark        | 51   |
| 7  | Norvège         | 43   |
| 8  | Grande-Bretagne | 41   |
| 9  | Espagne         | 39   |
| 10 | Belgique        | 38   |